# Patiscus quadripunctatus
Patiscus quadripunctatus är en insektsart som beskrevs av Bolívar, I. 1900. Patiscus quadripunctatus ingår i släktet Patiscus och familjen syrsor. Inga underarter finns listade i Catalogue of Life.